# Chris Pennell

a Compétitions nationales et continentales officielles uniquement.

b Matchs officiels uniquement.
Dernière mise à jour le 26 mars 2022.
Christopher James Pennell dit « Chris Pennell », né le 26 avril 1987 à Worcester (Angleterre), est un joueur international anglais de rugby à XV évoluant au poste d'arrière (1,83 m pour 97 kg). Il joue au sein du club des Jackals de Dallas, en Major League Rugby.

## Carrière

### En club
- 2007-2021 :  Worcester Warriors
- depuis 2022 :  Jackals de Dallas

### En équipe nationale
Il a obtenu sa première cape internationale le 7 juin 2014 à l’occasion d’un match contre l'équipe de Nouvelle-Zélande à Auckland (Île du Nord, Nouvelle-Zélande).

## Palmarès

### En club
- Vainqueur du RFU Championship en 2011 et 2015
- Vainqueur de la British and Irish Cup en 2015

## Statistiques en équipe nationale
- 1 sélection (1 fois remplaçant)
- Sélections par année : 1 en 2014